# Fluminense Rio de Janeiro
Der Fluminense Football Club, meist kurz als Fluminense genannt, im deutschsprachigen Raum auch als Fluminense Rio de Janeiro bekannt, ist der älteste Klub der brasilianischen Metropole Rio de Janeiro, welcher als reiner Fußballverein gegründet wurde. Er wurde im Jahr 1902 gegründet.
Fluminense ist einer der bedeutendsten Fußballvereine des Landes und gewann vier nationale Meisterschaften. Der Verein öffnete sich im Laufe seines Bestehens zahlreichen weiteren Sportarten und wurde 1949 für seine Verdienste um den Sport vom Internationalen Olympischen Komitee mit der Coupe Olympique, dem Olympischen Pokal, ausgezeichnet. Fluminense ist die Mannschaft aus Rio, die nach Flamengo mit 33 mal am zweithäufigsten Sieger der Meisterschaft des Bundesstaates Rio de Janeiro (Campeonato Carioca) wurde. Die größten Rivalen des Vereins sind die drei anderen großen Vereine aus Rio de Janeiro: CR Flamengo, Botafogo FR und Vasco da Gama. Die Spiele gegen Botafogo werden als Clássico Vovô (Opa-Klassiker) bezeichnet, da dieses als das älteste Derby Rios gilt. Der Klassiker mit Flamengo ist als Fla-Flu bekannt und die Spiele gegen Vasco da Gama werden als Clássico dos Gigantes (Klassiker der Giganten) bezeichnet.
In Fluminenses ehemaligen Stadion Laranjeiras errang die brasilianische Nationalmannschaft ihre ersten wichtigen Siege. Von den dort ausgetragenen 18 Spielen gewann sie 15 und spielte dreimal unentschieden. Dort entstand auch die Organisationsbasis des brasilianischen Fußballs. Die ersten Mannschaften von Fluminense benutzten weiß-graue Trikots. 1903 wechselte Fluminense zu seinen heutigen traditionellen Farben dunkelrot, weiß und grün, die inzwischen auch die offiziellen Farben des Vereins wurden. Fluminense ist auch die Bezeichnung für die Einwohner des Bundesstaates Rio de Janeiro.

## Gründung
Der Anglo-Brasilianer Oscar Cox war der Erste, der Fußball nach Rio brachte. Er spielte zuvor Fußball während seines Studiums in der Schweiz, und als er wieder nach Rio zurückkam, fand er einige Männer, die mit ihm diese neue, unbekannte Sportart spielen wollten. Nach ein paar Spielen in Rio und São Paulo entschlossen sie sich, einen neuen Verein zu gründen. Fluminense wurde am 21. Juli 1902 von Oscar Cox als erster Fußballverein in Rio de Janeiro gegründet.
Die erste Partie fand am 19. Oktober 1902 beim Paysandu Cricket Club gegen den Rio Football Club statt, wobei Fluminense 8:0 gewann. Bei den vier ersten Campeonato Carioca (Meisterschaft des Bundesstaates Rio de Janeiro) von 1906 bis 1909 wurde Fluminense jeweils Meister. Das erste Spiel gegen Botafogo wurde am 22. Oktober 1905 ausgetragen und endete 6:0 für Fluminense.
1911 wurde Fluminense noch einmal Meister. In diesem Jahr gab es allerdings eine große Krise innerhalb des Vereins. Nachdem man sich nicht auf einen neuen Trainer einigen konnte, verließen neun Spieler die Mannschaft. Diese neun wichtigen Spieler entschlossen sich zu Flamengo zu wechseln, das damals ein reiner Rudersportverein war. Mit der Schaffung von Flamengos Fußballabteilung in diesem Jahr begründeten sie eine der bedeutendsten brasilianischen Fußballrivalitäten, das unter dem Namen Fla-Flu bekannt wurde. Der erste Fla-Flu fand am 7. Juli 1912 statt. Obwohl für Flamengo neun von elf Spielern aufliefen, die mit Fluminense 1911 Meister wurden (für Fluminense nur Oswaldo Gomes und James Calvert), gewann Fluminense 3:2.

## Fans

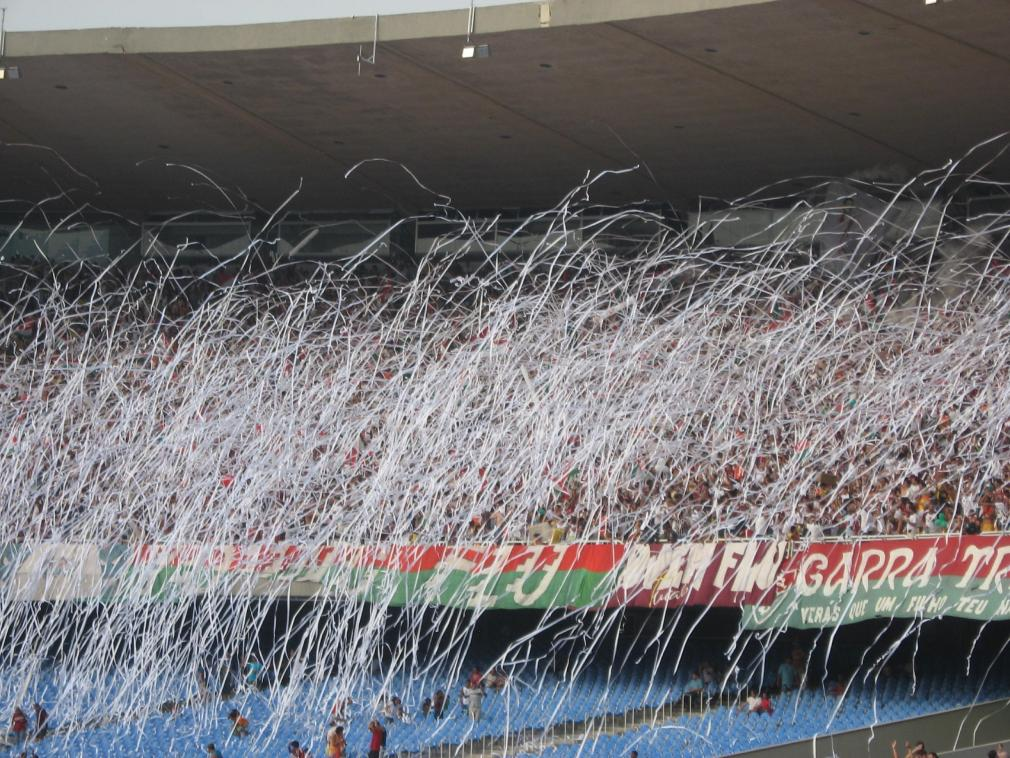
Fluminense-Fans im Maracanã

Die Fans nennen sich Tricolores, ein Hinweis auf die drei Mannschaftsfarben rot, weiß und grün. Einer der berühmtesten Mannschaftsgesänge ist A Bênção, João de Deus (Segne uns, Johannes von Gott), ein Lied, das zu Ehren des Papstes zu seinem ersten Besuch in Brasilien komponiert wurde.

### Zuschauerrekorde
Die Größe des Maracanã ermöglichte einige herausragende Zuschauerzahlen:
1. 194.603, 15. Dezember 1963, Fluminense – Flamengo 0:0
(177.656 zahlende Zuschauer)
2. 171.599, 15. Juni 1969, Fluminense – Flamengo 3:2
3. 160.000, 27. Juni 1971, Fluminense – Botafogo 1:0
(142.339 zahlende Zuschauer)
4. 155.116, 16. Mai 1976, Fluminense – Flamengo 0:0
5. 153.520, 16. Dezember 1984, Fluminense – Flamengo 1:0
6. 146.043, 5. Dezember 1976, Fluminense – Corinthians 1:1

Quelle: RSSSF Fluminense Zuschauer

## Erfolge
International

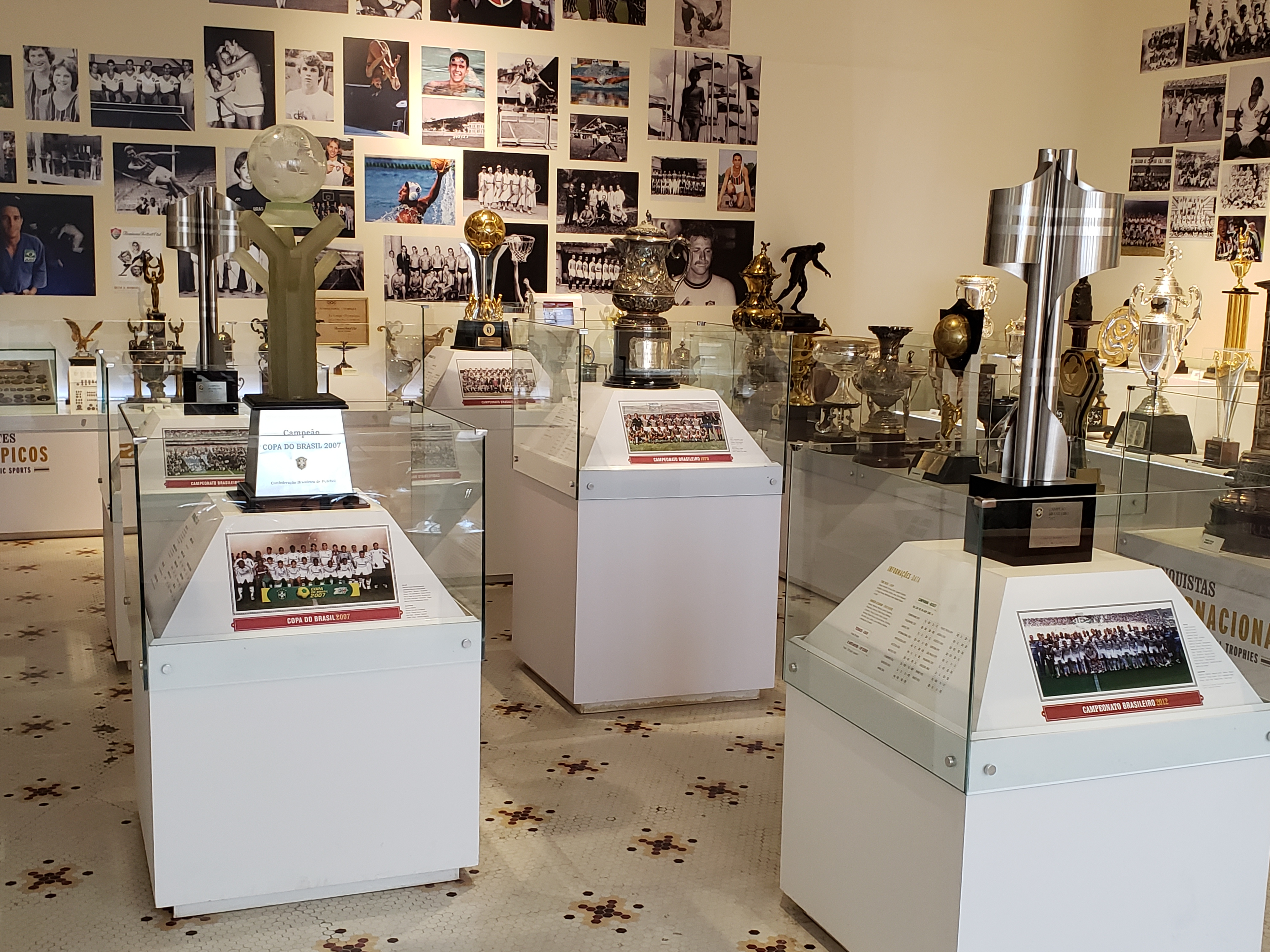
Trophäen Pokal von Brasilien und vier nationale Meisterschaften (1970, 1984, 2010, 2012)

Bei der FIFA-Klub-Weltmeisterschaft im Königreich Saudi-Arabien im Dezember 2023 erreichte Fluminense durch einen Sieg mit 2:0 gegen Al Ahly das Finale, musste sich dort im Stadion von Dschidda aber Manchester City mit 4:0 geschlagen geben.
- Copa Libertadores: 2023
  - Finalist 2008
- Copa Sudamericana
  - Finalist 2009
- Recopa Sudamericana: 2024

National
- Meister von Brasilien: 1970, 1984, 2010, 2012
- Primeira Liga do Brasil: 2016
- Copa do Brasil: 2007[4]
- Torneio Rio-São Paulo: 1957, 1960
- Taça Ioduran: 1919 (kampflos)
- Staatsmeisterschaft von Rio de Janeiro (33×): 1906, 1907, 1908, 1909, 1911, 1917, 1918, 1919, 1924, 1936, 1937, 1938, 1940, 1941, 1946, 1951, 1959, 1964, 1969, 1971, 1973, 1975, 1976, 1980, 1983, 1984, 1985, 1995, 2002, 2005, 2012, 2022, 2023
  - Torneio Extra: 1941
    - Torneio Aberto: 1935
      - Torneio Municipal: 1938, 1948
- Staatspokal von Rio de Janeiro: 1998
- Taça Guanabara (12×): 1966, 1969, 1971, 1975, 1983, 1985, 1991, 1993, 2012, 2017, 2022, 2023
- Taça Rio: 1990, 2005, 2018, 2020

Internationale Einladungsturniere
- Copa Rio: 1952
- Trofeo Teresa Herrera: 1977
- Kirin-Cup-Sieger: 1987

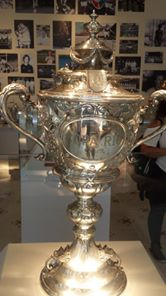
Copa Rio de 1952
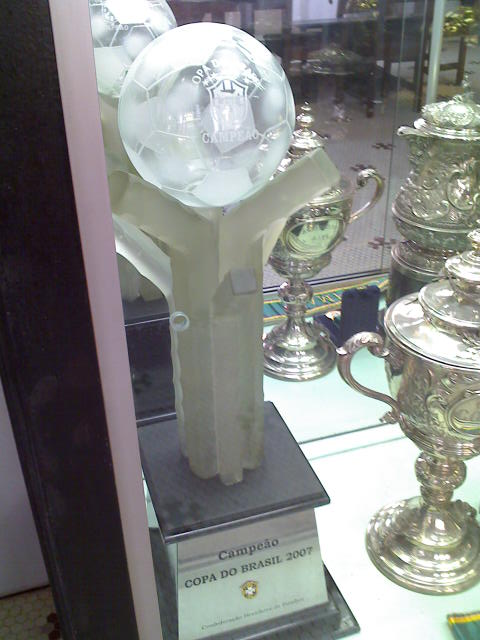
Pokal von Brasilien 2007
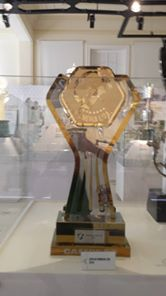
Primeira Liga 2016

## Aktueller Kader
Stand: Februar 2025
| Nr. |             | Position | Name             |
| --- | ----------- | -------- | ---------------- |
| 1   | Brasilien   | TW       | Fábio            |
| 2   | Brasilien   | AB       | Samuel Xavier    |
| 3   | Brasilien   | AB       | Thiago Silva     |
| 4   | Brasilien   | AB       | Ignácio          |
| 5   | Uruguay     | MF       | Facundo Bernal   |
| 6   | Brasilien   | AB       | Renê             |
| 7   | Brasilien   | MF       | Renato Augusto   |
| 8   | Brasilien   | MF       | Martinelli       |
| 10  | Brasilien   | MF       | Ganso            |
| 11  | Brasilien   | ST       | Keno             |
| 12  | Kolumbien   | AB       | Gabriel Fuentes  |
| 13  | Brasilien   | AB       | Felipe Andrade   |
| 14  | Argentinien | ST       | Germán Cano      |
| 16  | Brasilien   | MF       | Nonato           |
| 17  | Uruguay     | ST       | Agustín Canobbio |
| 18  | Brasilien   | ST       | Lelê             |
| 20  | Brasilien   | MF       | Victor Hugo      |
| 21  | Kolumbien   | ST       | Jhon Arias       |

| Nr. |             | Position | Name               |
| --- | ----------- | -------- | ------------------ |
| 22  | Argentinien | AB       | Juan Pablo Freytes |
| 23  | Brasilien   | AB       | Guga               |
| 25  | Uruguay     | ST       | Joaquín Lavega     |
| 26  | Brasilien   | AB       | Manoel             |
| 27  | Brasilien   | TW       | Marcelo Pitaluga   |
| 28  | Brasilien   | ST       | Riquelme           |
| 29  | Brasilien   | MF       | Thiago Santos      |
| 35  | Brasilien   | MF       | Hércules           |
| 37  | Brasilien   | MF       | Isaque             |
| 39  | Brasilien   | TW       | Pedro Rangel       |
| 45  | Brasilien   | MF       | Lima               |
| 50  | Brasilien   | TW       | Gustavo Ramalho    |
| 55  | Brasilien   | MF       | Wallace Davi       |
| 77  | Brasilien   | ST       | Paulo Baya         |
| 90  | Kolumbien   | ST       | Kevin Serna        |
| 98  | Brasilien   | TW       | Vitor Eudes        |
|     | Brasilien   | MF       | Gustavo Apis       |

## Bekannte Spieler

### Rekordspieler
- 319 Tore: Waldo
- 188 Tore: Orlando Pingo de Ouro
- 165 Tore: Telê Santana
- 164 Tore: Hércules de Miranda
- 163 Tore: Henry Welfare
- 696 Spiele: Carlos José Castilho
- 604 Spiele: João Carlos Batista Pinheiro
- 556 Spiele: Telê Santana
- 551 Spiele: Altair Gomes de Figueiredo
- 490 Spiele: Escurinho

### Weitere bekannte Spieler
- Luis Artime (ARG)
- Bigode
- Ademir
- Branco
- Castilho
- Didi
- Dirceu
- Edinho
- Jorginho
- Telê Santana
- Francisco Marinho
- Gérson
- Roberto Rivelino
- Thiago Silva
- Carlos Alberto Torres
- Carlos Alberto Gomes
- Renato Gaúcho
- Romerito
- Marcelo
- Thiago Neves
- Waldo
- Romário
- Washington
- Fred
- Deco
- Ronaldinho
- Jesús Villalobos Villegas (PER)

Quelle: rsssfbrasil.com: Nationalspieler von Fluminense

## Trainer
- Ondino Viera (1938–1941)
- Telê Santana (1969–1970)
- Mário Zagallo (1970–1971)
- Carlos Alberto Parreira (1975–1978, 1984–1985, 1999–2000, 2009)
- Marcos Paquetá (1998–1999)
- Renato Gaúcho (2002–2003, 2003, 2007–2008, 2009, 2014)
- Abel Braga (2005, 2011–2013, 2017–2018, 2022)
- Marco Aurélio de Oliveira (2016, 2019, 2021)
- Muricy Ramalho (2010–2011)
- Fernando Diniz (2019, 2022–2024)

## Frauenfußball
Fluminenses Fußballsektion für Frauen wurde erstmals 1995 gegründet und 2011 aufgelöst. Seit dem Spätjahr 2018 befindet sie sich im Wiederaufbau und rangiert zur Saison 2019 zweitklassig.

## Basketball
Unter anderem unterhält Fluminense auch eine erfolgreiche Basketballabteilung, die zahlreiche Titel errang.

### Erfolge

#### Männer
- Staatsmeisterschaft von Rio de Janeiro (16 x): 1920, 1921, 1922, 1923, 1924, 1925, 1926, 1927, 1931, 1961, 1970, 1971, 1972, 1973, 1974, 1988

#### Frauen
- Brasilianische Meisterschaft: 1998
- Staatsmeisterschaft von Rio de Janeiro: 1953, 1956, 1957, 1958, 1959, 2005
- Staatsmeisterschaft von Rio de Janeiro (Inoffiziell): 1941, 1942